# Каскат (Омская область)
Каскат — аул в Исилькульском районе Омской области. Административный центр Каскатского сельского поселения.

## История
Основан в 1924 г. В 1928 г. состоял из 15 хозяйств, основное население — казахи. В составе 4-го Аульного сельсовета Исилькульского района Омского округа Сибирского края.

## Население
| 1926 | 2002 | 2010 |
| ---- | ---- | ---- |
| 54   | ↗491 | ↘376 |